# تپه گورستان ارمغانخانه
تپه قبرستان ارمغانخانه مربوط به دوره هخامنشی - دوره ساسانیان است و در شهرستان زنجان، بخش قره پشتلو، روستای ارمغانخانه واقع شده و این اثر در تاریخ ۱۲ بهمن ۱۳۸۱ با شمارهٔ ثبت ۷۴۰۸ به‌عنوان یکی از آثار ملی ایران به ثبت رسیده‌است.